# Volkshaus (La Chaux-de-Fonds)

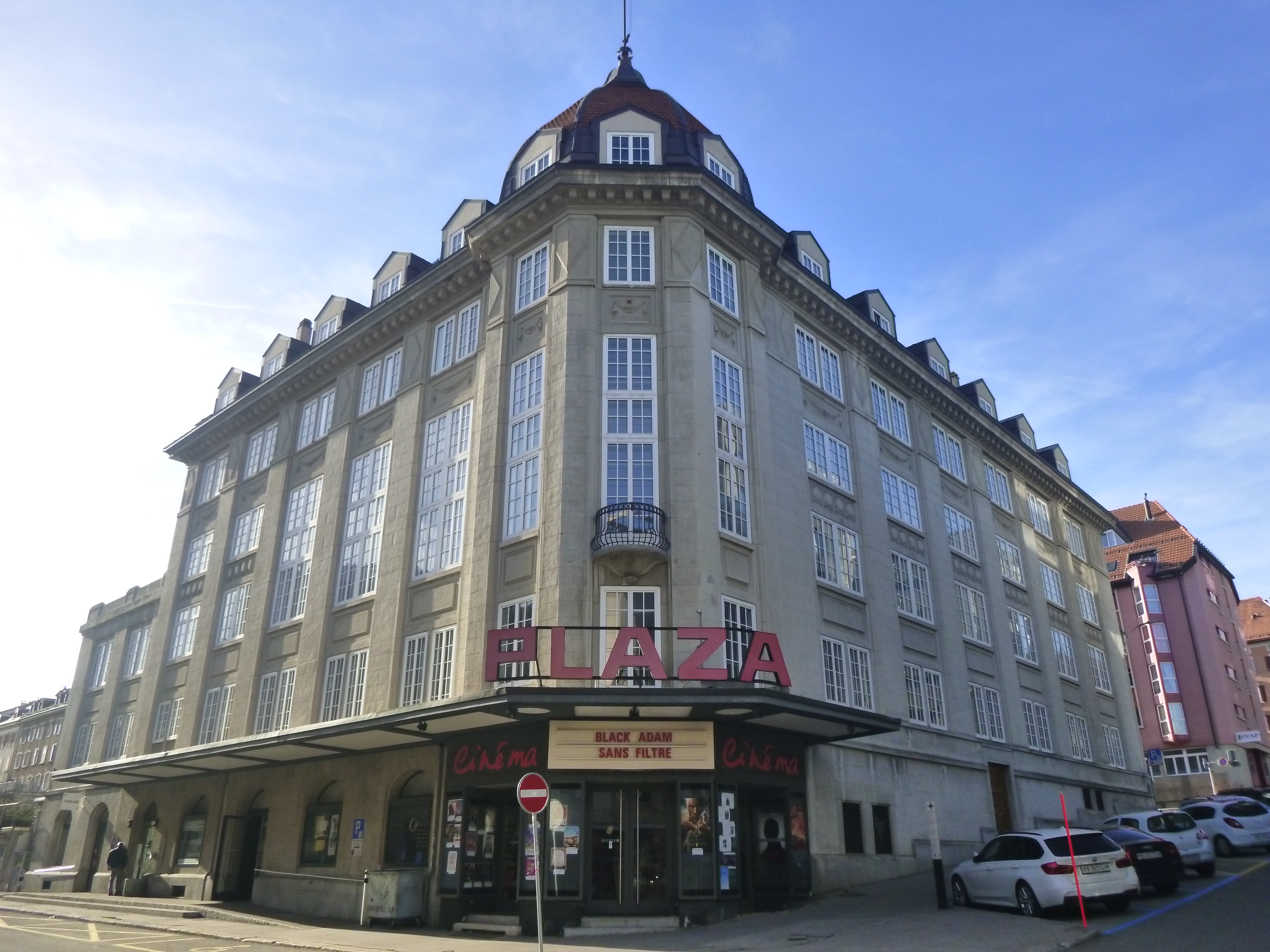
Das Volkshaus Maison du Peuple

Das Volkshaus Maison du Peuple ist ein denkmalgeschütztes Gebäude der Gewerkschaften und Vereine in La Chaux-de-Fonds in der Schweiz.

## Geschichte
Die gewerkschaftliche Organisation Cercle ouvrier hatte ab dem 13. Januar 1894 ein Versammlungslokal im ehemaligen Café Lyrique an der Rue de la Balance 17. Fünf Mal wechselte sie ihren Sitz, wobei mit jedem Umzug die von ihr bezogenen Flächen grösser wurden. Zeitweise nutzte der Cercle ouvrier die ehemalige Synagoge an der Rue de la Serre 35a, als die jüdische Gemeinde ihrerseits die 1896 fertiggestellte Synagoge an der Rue du Parc bezog.
Die Organisationen der politischen Linken in La Chaux-de-Fonds, die sich mehrheitlich zur heutigen Sozialdemokratischen Partei der Schweiz (SP) zusammenschlossen, hatten in der ab 1912 sozialistisch regierten Stadt zunehmenden Platzbedarf. Die reformierte Kirche Grand Temple, die ebenfalls als Versammlungsort gedient hatte, brannte 1919 weitgehend aus. Ein Grund dafür, dass sich Kirche und Arbeiterbewegung so nahe standen, lag im Engagement des für die Anliegen der SP eintretenden Pfarrers Paul Albert Pettavel (1861–1934). Von diesem Zeitpunkt an konkretisierte sich das seit 1912 erwogene Bauvorhaben.
Der Diskurs um das geplante Volkshaus war von den wichtigen Anliegen der Arbeiterbewegung geprägt, denen das neue Volkshaus Raum bieten sollte. Im Mittelpunkt standen die Solidarität, die moralische und intellektuelle Bildung der Arbeiterklasse, der Kampf gegen den Alkoholismus und um die Meinungsfreiheit. Ein Ideenwettbewerb wurde ausgeschrieben und es wurde der Wunsch geäussert, das Volkshaus möge an der Stelle der heutigen Hauptpost gebaut werden. 1922 begannen die Bauarbeiten schliesslich jedoch auf einem Grundstück an der Rue de la Serre 68–70, der ersten nördlichen Parallele der wichtigsten Hauptstrasse Avenue Léopold-Robert. Entwurf und Umsetzung standen unter der Leitung des Architekten und Bauunternehmers Jean Crivelli. Ab 1924 bezugsbereit, beherbergt das Volkshaus seither die Gewerkschaften und Vereine wie den Schweizerischen Mieterinnen- und Mieterverband. Im Erdgeschoss ist das Kino Plaza untergebracht.